# جوردي مبولا
جوردي مبولا (مواليد 16 مارس 1999) هو لاعب كرة قدم إسباني يلعب في مركز الجناح في نادي ريال مايوركا.

## روابط خارجية
- جوردي مبولا على موقع الاتحاد الأوربي (الإنجليزية)
- جوردي مبولا على موقع رابطة كرة القدم الفرنسية للمحترفين (الإنجليزية)
- جوردي مبولا على موقع إي إس بي إن إف سي (الإنجليزية)
- جوردي مبولا على موقع قاعدة بيانات كرة القدم.إي يو (الإنجليزية)
- جوردي مبولا على موقع ليكيب (الفرنسية)
- جوردي مبولا على موقع Soccerbase.com (لاعب) (الإنجليزية)
- جوردي مبولا على موقع Soccerway.com (الإنجليزية)
- جوردي مبولا على موقع عالم كرة القدم.نت (الإنجليزية)
- جوردي مبولا على موقع AS.com (الإسبانية)